# 催吐鲫鱼藤
催吐鲫鱼藤（学名：Secamone szechuanensis）是夹竹桃科鲫鱼藤属的植物，为中国的特有植物。分布在中国大陆的贵州、广西、四川、云南等地，生长于海拔800米的地区，一般生于山谷疏林向阳处，目前尚未由人工引种栽培。
其种加词“szechuanensis”意为“四川的”。

## 异名
- Secamone szechuanensis Tsiang et P. T. Li